# Aonodōmon
Aonodōmon (青の洞門 , túnel azul?) es una atracción turística situada en la garganta de Yabakei, en el territorio de la actual ciudad de Nakatsu, en la Prefectura de Oita, Japón.

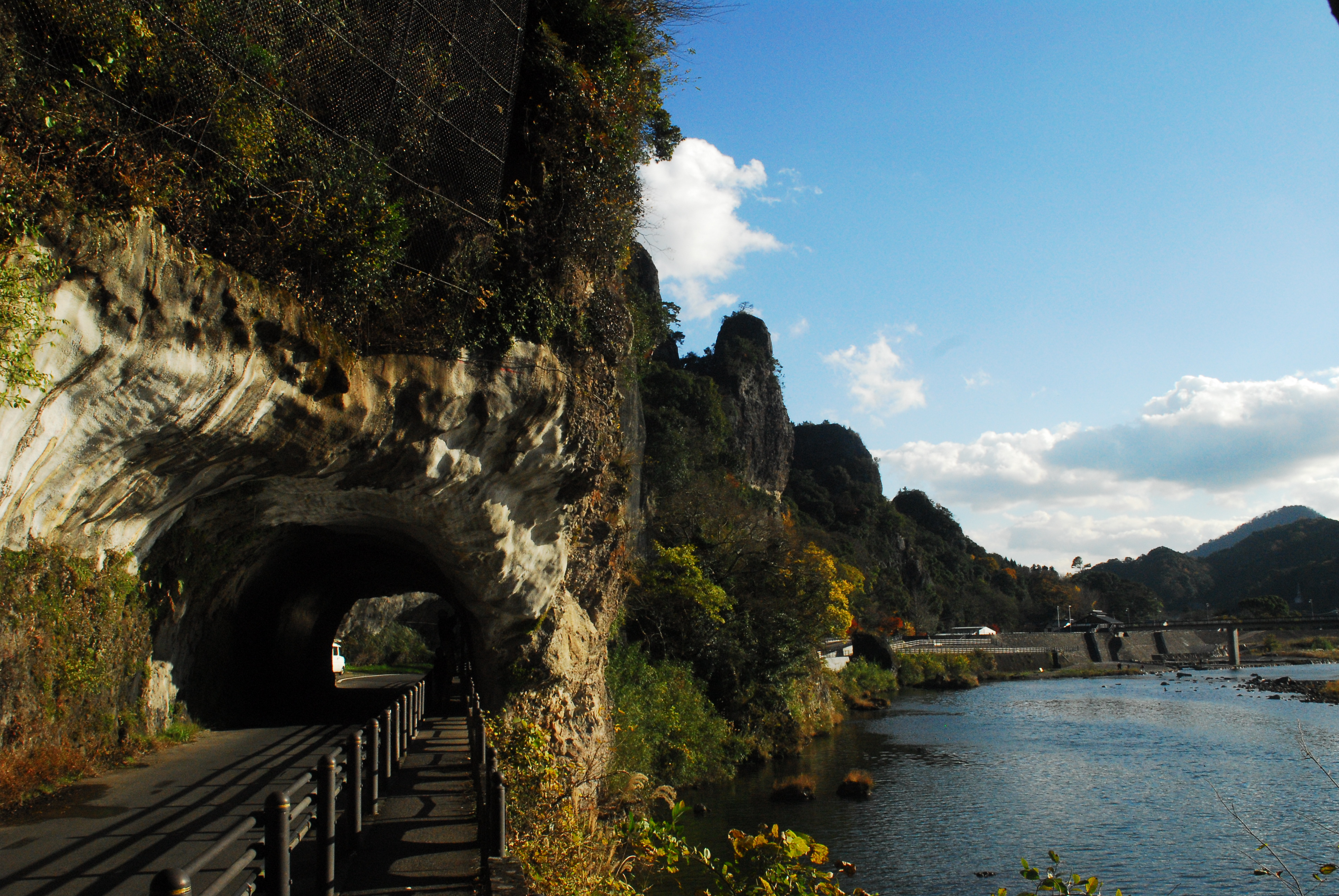
Túnel Aonodōmon

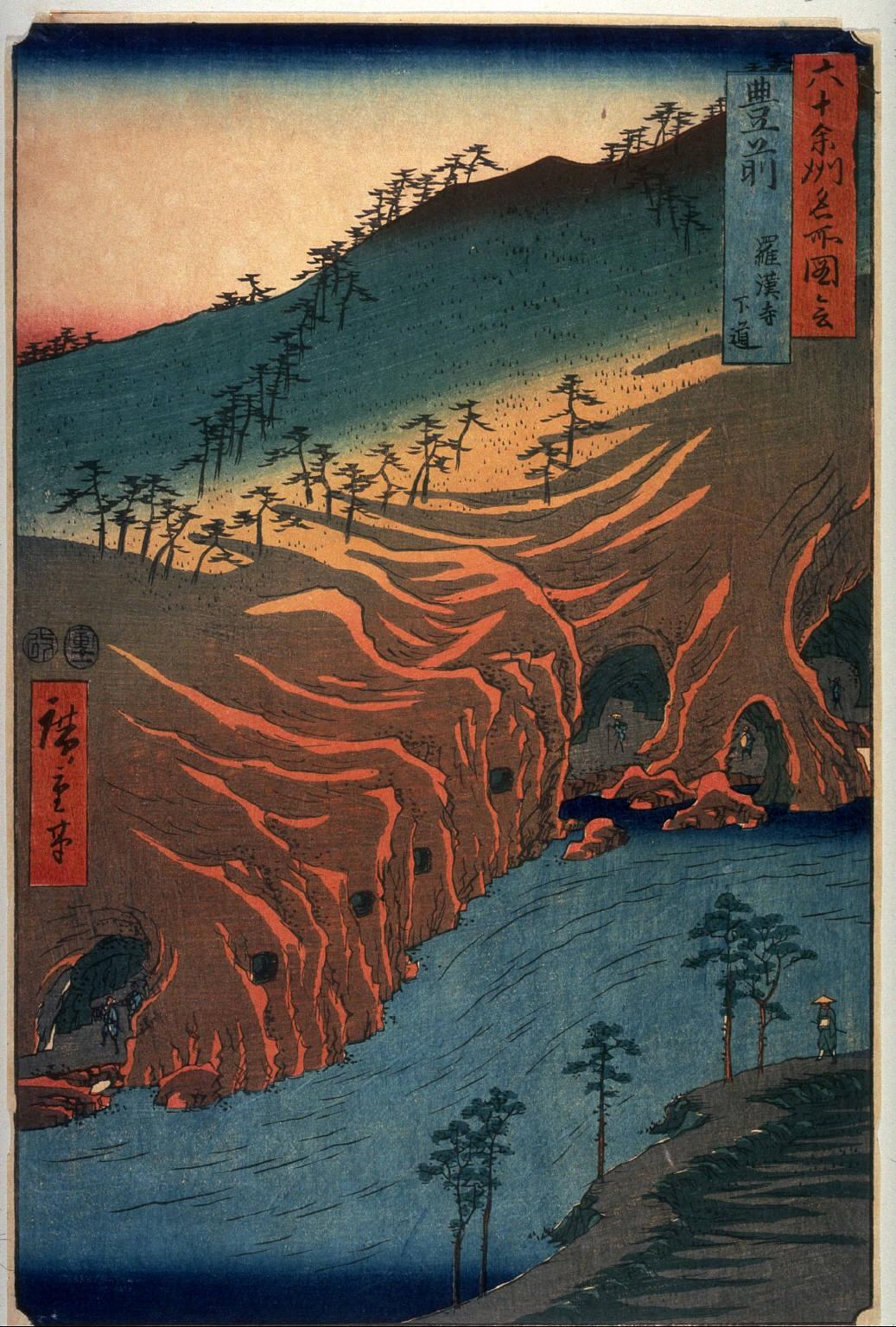
Hiroshige

Según la leyenda, antes de que se construyera el túnel la gente tenía que escalar los acantilados que atraviesa el túnel para llegar a un importante santuario local. El camino era muy peligroso y las caídas al vacío eran habituales. Durante el período Edo, un monje budista llamado Zenkai, que había cometido un asesinato en su juventud, decidió construir un pasaje seguro para los fieles. A los 49 años comenzó a cavar el túnel de 185 metros a mano, utilizando solo un martillo y un cincel, y dedicó 30 años de su vida hasta completarlo.
Aonodōmon se hizo famoso por un libro popular escrito por el autor Kikuchi Kan.